# 四月初一
四月初一朔，农历四月第一天。

## 大事记
- 1661年，鄭成功與其軍隊於台南鹿耳門登陸。

## 逝世
- 北魏孝文帝太和二十三年，魏孝文帝元宏。
- 五代后唐庄宗同光四年，后唐庄宗李存勖。

## 节假日和习俗
- 都市王诞辰

## 其他内容
- 十斋日

## 参看
- 日历
- 三月廿九 - 三月三十 - 四月初一 - 四月初二 - 四月初三
- 三月初一 - 四月初一 - 五月初一
- 正月 - 二月 - 三月 - 四月 - 五月 - 六月 - 七月 - 八月 - 九月 - 十月 - 十一月 - 腊月
- 公历4月1日